# Архідієцезія Рієки

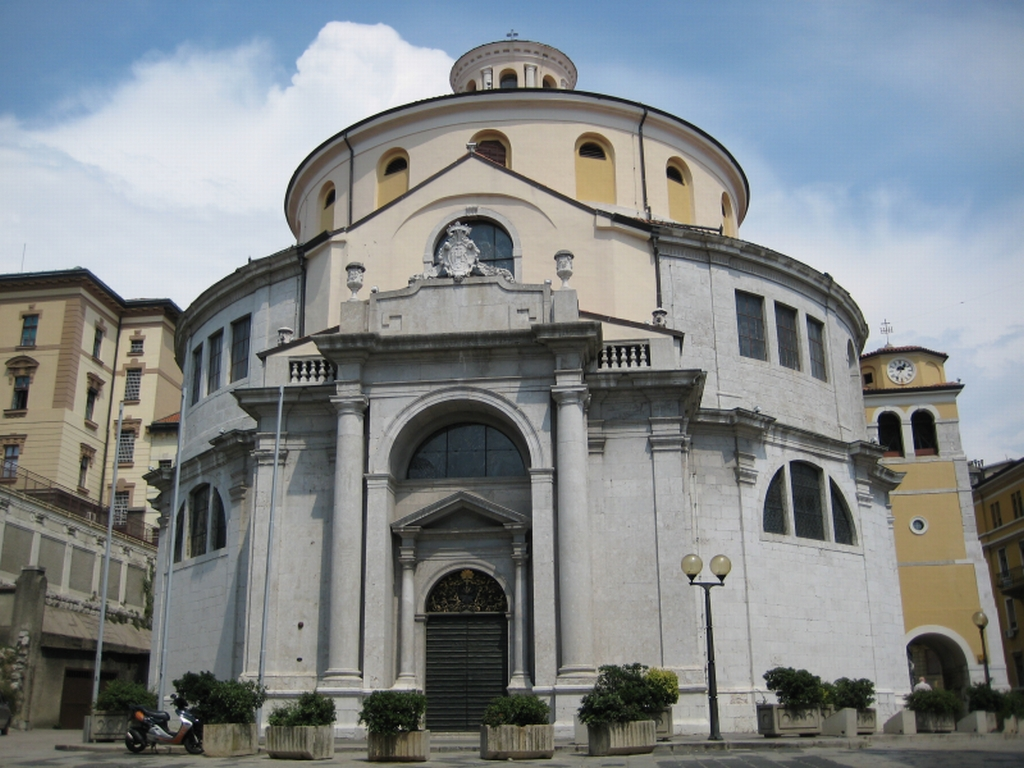
Кафедральний собор святого Віта

Архідієцезія Рієки (хорв. Riječka nadbiskupija) — католицька архідієцезія-митрополія латинського обряду в Хорватії з центром в місті Рієка. Одна з п'яти архідієцезій країни. Суфраганними дієцезіями Ріекської митрополії є дієцезії Госпич-Сень, Крк та дієцезія Пореч-Пула. Поряд з хорватським назвою «Рієка» для позначення архідієцезії застосовується і італійська назва міста — «Фіуме». Латинська назва архідієцезії — «Archidioecesis Fluminensis».

## Історія
Незважаючи на важливе положення Фіуме в Габсбурзької імперії, в місті не було кафедри єпископа, він входив до складу Сеньської дієцезії. В 1920 році зважаючи на неврегульованість статусу Рієки-Фіуме після закінчення Першої світової війни у місті була утворена апостольська адміністратура. Після переходу міста під контроль Італії, апостольська адміністратура була перетворена в регулярну дієцезію Фіуме.
В 1949 році в зв'язку з входженням Рієки до складу Югославії, була створена апостольська адміністратура Рієки. В 1969 році вона була об'єднана з дієцезією Сень і була підвищена в статусі до архідієцезії-митрополії, після чого стала носити назву «архідієцезія Рієка-Сень». 25 травня 2000 вона була перейменована в «архідієцезію Рієки», а місто Сень стало центром однієї з підлеглих Рієкській митрополії дієцезій.

## Сучасний стан
За даними на 2004 рік в архідієцезії Рієки налічувалося 213 650 католиків (80,1% населення), 107 священиків і 90 парафій. Кафедральним собором дієцезії є Собор св. Віта в Рієці. Базиліка Діви Марії на пагорбі Трсат (в межах Рієки) — один із семи соборів країни, що носять почесний статус «малої базиліки», центр католицьких паломництв. В наш час[коли?] архідієцезію очолює архієпископ митрополит Іван Девчіч (хорв. Ivan Devčić).